# PT下載
PT（英語：Private Tracker）是一種BitTorrent協定的P2P下載方式的另一种形式，「Private Tracker」指私有種子伺服器。與BT最大的不同點為：進行私密範圍下載，并且记录每一个用户的详细数据。

## 特點
PT可進行私密範圍下載，因此提供PT的討論區（网络论坛）大多非公開的，採用邀請制或是不定時開放註冊。用戶註冊後會得到一個passkey，因此可藉由passkey辨識每個用戶，用戶從某PT站下載種子後，該種子即帶有用戶的passkey，這同時也是計算個人帳戶流量的方式，亦可透過站內其他方式購買流量(虛擬貨幣交易)以供下載之用。有站點為了防止單用戶passkey洩露導致大量流量丟失，開發了每個用戶下載的每個種子都有獨立tracker的運行機制，緩解了passkey洩露帶來的流量流失現象。
为了控制用户数量，关闭自由注册的PT网站一般采用邀请码制度，由已注册的用户向自己所信任的人发送邀请，以确保用户质量。有一些站点还会允许用户通过官方渠道捐助或购买邀请码以获得邀请。
為吸引新用戶加入，個別站點亦會不定時開放註冊以活躍社群。
由於有passkey，用戶上傳及下載即可統計，在大多數的PT站會以上下載比例（分享率）規定用戶需上傳多少後才可下載多少，有些站甚至會以用戶上傳及下載的內容等做積分值，分享率過低者會被系統取消使用PT的資格。由於需有足夠的分享率方可下載，因此有些使用者會租用網路上有大頻寬的Seedbox以提高自己的上傳率。

## 技術原理
BT下載時，軟件會分析.torrent種子文件得到Tracker地址，然后連接Tracker伺服器，伺服器返回其他下載者的IP，下載者再與這些IP聯繫進行下載，BT下載的Tracker是公開的，而PT下載的Tracker則是私有的，透過禁用DHT有要求地控制用戶數量，PT下載還透過論壇等方式的約束機制將BT下載的理念現實化，讓用戶做到下載的過程中努力上傳。
BT下載和傳統的依靠網站伺服器作為下載源的HTTP/FTP下載不同，采用的是P2P對等下載方式。BT下載的同時也進行上傳，這樣參與進來的人越多，下載的速度也越快。如果下載的人數足夠多，往往可以達到網絡頻寬的峰值。
雖然BT的設計理念是好的，但實際執行過程中不能按照設想的那樣完美。由於網絡限制，大多時候，BT下載并不能達到理想的頻寬滿速狀態。

## 軟體

### 伺服器端
常用的PT的伺服器端架構有Gazelle、XBT Tracker（XBTT）、NexusPHP等。

### 客戶機端
一般受支持的軟件有μTorrent(多數站點已停止支持)，qBittorrent，Deluge，Transmission。

### 客户端的HTTPS支持
PT站只允許使用特定版本的特定PT軟體(见上)，部分网站提供了比明文HTTP Tracker更安全的的加密SSL支援。

### 客户端安全漏洞
μTorrent在2018年2月28日被爆存在遠端連接安全漏洞，此用戶端為多數站點禁用。

## 優劣

### 相比公網BT的優越性
用戶在論壇上進行PT下載時，都有相應的約束機制。PT網站的約束機制是建立在分享率（ratio）的基礎上的。當上傳量與下載量的比值達不到要求時，甚至會被封掉帳號。也就是說，上傳越多才能下載越多。因此，不少用戶登陸PT軟件不是為了下載，而是為了上傳。這也是PT能保持種子長久活躍，經久不衰的原因所在。

### Tracker的脆弱性
PT站只用自己的Tracker，和Public Tracker不同，PT的Tracker是要不停追蹤用戶端的下載上傳流量的，所以對伺服器的性能實時性要求較高。Tracker伺服器容易被DDoS，伺服器本身安全性取決于網站管理者網絡安全技術水準。
也有原為公開BT的站點後來隨網站管理者政策改變而轉為PT站的先例。

## 存在问题

### 断种
由于PT下载方式的私密性和小众性，导致下载资源，尤其是偏僻冷门的资源，经常会由于上传人数的不足而产生断种现象，这种现象在一些规模较小的PT下载站尤其明显。

### 作弊
由于PT下载所使用协议的漏洞，导致一些用户利用其漏洞模拟上传流量而进行作弊，这种作弊很难完全禁止。

### 地下交易
由于PT网站大多数不能自由注册，催生出一批依附于该规则的商人，他们通过第三方平台明码标价贩卖账号或者邀请，帮忙以正当或者作弊的方式，为客户增加上传流量、做种积分等，而上述私自贩卖账号、邀请、流量、积分的行为，极大破坏了PT网站的运作机制，通常都被PT网站明令禁止，甚至因为该问题导致一些PT网站把一些国家或地区列入黑名单。

### 版权风险
PT网站分发的内容，大多以影视出版物、音像制品、软件或应用、图书的扫描或电子档等为主，例Nyaa種子發佈細則，当中绝大部分均未获版权所有者正式授权，用户需要承担被控告侵犯版权的风险。